# La Benâte
La Benâte és un municipi francès situat al departament del Charente Marítim i a la regió de la Nova Aquitània. L'any 2007 tenia 411 habitants.

## Demografia

### Població
El 2007 la població de fet de La Benâte era de 411 persones. Hi havia 152 famílies de les quals 36 eren unipersonals (20 homes vivint sols i 16 dones vivint soles), 40 parelles sense fills, 68 parelles amb fills i 8 famílies monoparentals amb fills.
La població ha evolucionat segons el següent gràfic:
Habitants censats

### Habitatges
El 2007 hi havia 190 habitatges, 155 eren l'habitatge principal de la família, 22 eren segones residències i 13 estaven desocupats. 184 eren cases i 1 era un apartament. Dels 155 habitatges principals, 119 estaven ocupats pels seus propietaris, 26 estaven llogats i ocupats pels llogaters i 10 estaven cedits a títol gratuït; 1 tenia una cambra, 7 en tenien dues, 16 en tenien tres, 45 en tenien quatre i 86 en tenien cinc o més. 106 habitatges disposaven pel capbaix d'una plaça de pàrquing. A 64 habitatges hi havia un automòbil i a 78 n'hi havia dos o més.

### Piràmide de població
La piràmide de població per edats i sexe el 2009 era:
| Homes | Edats   | Dones |
| ----- | ------- | ----- |
| 0     | 95 o +  | 0     |
| 0     | 90 a 94 | 0     |
| 4     | 85 a 89 | 4     |
| 0     | 80 a 84 | 4     |
| 0     | 75 a 79 | 4     |
| 8     | 70 a 74 | 8     |
| 8     | 65 a 69 | 4     |
| 8     | 60 a 64 | 8     |
| 4     | 55 a 59 | 4     |
| 12    | 50 a 54 | 8     |
| 16    | 45 a 49 | 16    |
| 12    | 40 a 44 | 12    |
| 28    | 35 a 39 | 24    |
| 28    | 30 a 34 | 12    |
| 16    | 25 a 29 | 20    |
| 12    | 20 a 24 | 8     |
| 24    | 15 a 19 | 24    |
| 12    | 10 a 14 | 16    |
| 24    | 5 a 9   | 8     |
| 24    | 0 a 4   | 8     |

## Economia
El 2007 la població en edat de treballar era de 261 persones, 188 eren actives i 73 eren inactives. De les 188 persones actives 169 estaven ocupades (90 homes i 79 dones) i 19 estaven aturades (9 homes i 10 dones). De les 73 persones inactives 22 estaven jubilades, 20 estaven estudiant i 31 estaven classificades com a «altres inactius».

### Ingressos
El 2009 a La Benâte hi havia 152 unitats fiscals que integraven 417 persones, la mediana anual d'ingressos fiscals per persona era de 16.357 €.

### Activitats econòmiques
Dels 8 establiments que hi havia el 2007, 1 era d'una empresa extractiva, 4 d'empreses de construcció, 1 d'una empresa de comerç i reparació d'automòbils, 1 d'una empresa de serveis i 1 d'una entitat de l'administració pública.
Dels 4 establiments de servei als particulars que hi havia el 2009, 1 era un taller de reparació d'automòbils i de material agrícola, 1 paleta, 1 lampisteria i 1 electricista.
L'any 2000 a La Benâte hi havia 14 explotacions agrícoles que ocupaven un total de 632 hectàrees.

## Equipaments sanitaris i escolars
El 2009 hi havia una escola elemental integrada dins d'un grup escolar amb les comunes properes formant una escola dispersa.

## Poblacions més properes
El següent diagrama mostra les poblacions més properes.